# Ficus
Pour les articles homonymes, voir Ficus (homonymie).
Genre
Classification APG III (2009)
Ficus est un genre de plantes à fleurs de la famille des Moraceae, représenté par des arbres, des arbustes ou des lianes. Avec plus de 750 espèces connues il s'agit, avec Dorstenia, d'un des principaux genres de sa famille. Ce sont principalement des plantes tropicales dont toutes ont en commun de produire des inflorescences et infrutescences particulières, les sycones ou figues.
Ficus était  en latin le nom commun du figuier, l'arbre cultivé dans le bassin méditerranéen pour ses fruits comestibles, les figues.
Par extension, tous les représentants du genre Ficus peuvent être appelés « figuiers », mais dans l'usage courant du français de nombreuses espèces sont connues surtout sous leur nom scientifique, notamment en horticulture (Ficus benjamina, Ficus lyrata…) tandis que d'autres possèdent des appellations populaires ou vernaculaires spécifiques : Caoutchouc (Ficus elastica), Banyan (Ficus benghalensis), Affouches (Ficus densifolia, Ficus reflexa…), etc.

## Caractères botaniques du genre
Le genre Ficus est représenté par un ensemble d'espèces aux allures générales diverses : grands arbres pouvant atteindre jusqu'à quarante mètres de hauteur comme Ficus racemosa, arbrisseaux buissonnants comme Ficus menabeensis, lianes tapissantes comme Ficus pumila, etc.

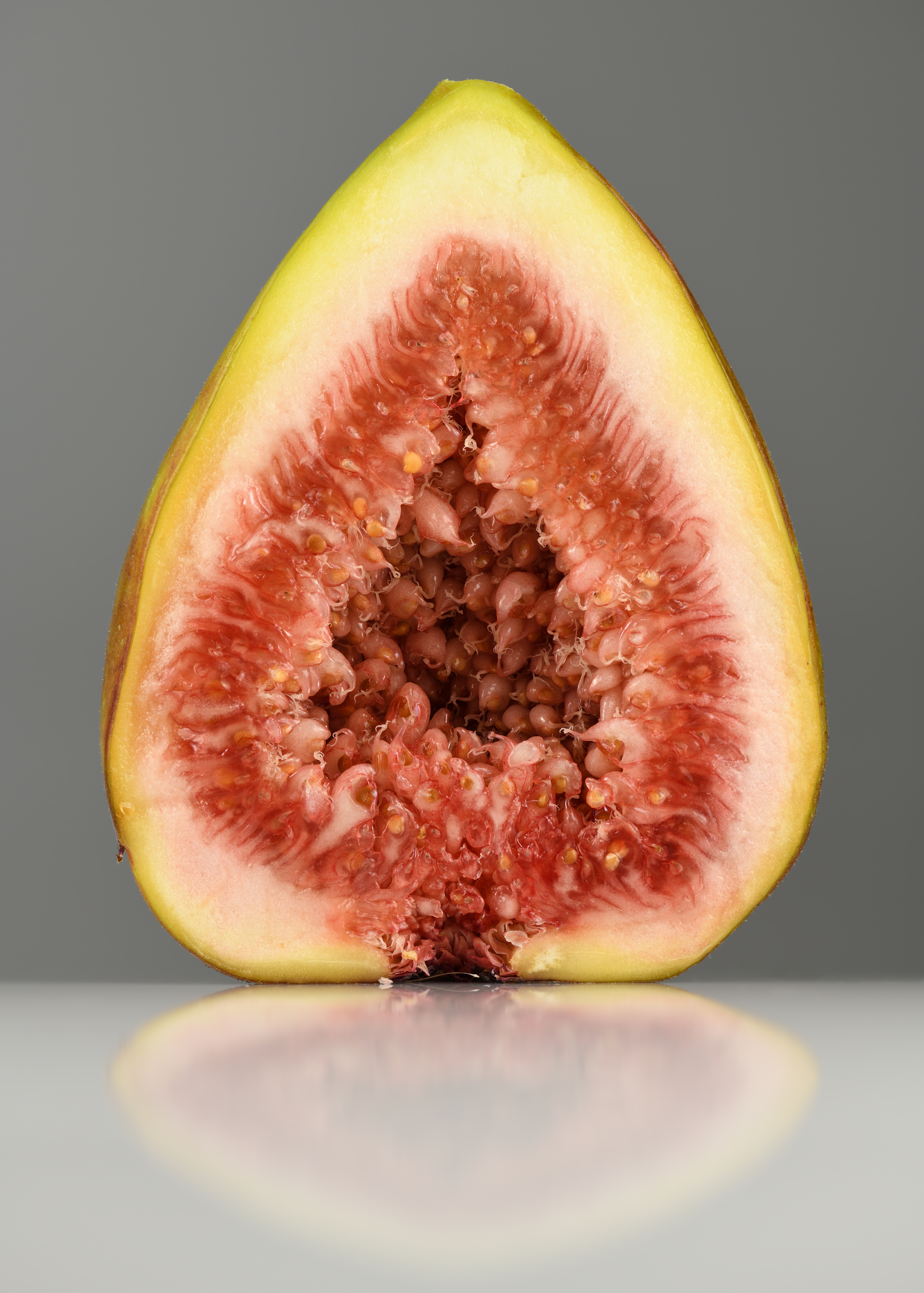
Coupe longitudinale d'une figue mûre (Ficus carica) montrant la position de l'ostiole (en bas à gauche) et les multiples petits akènes enrobés dans la chair formée par les pédoncules des fleurs.

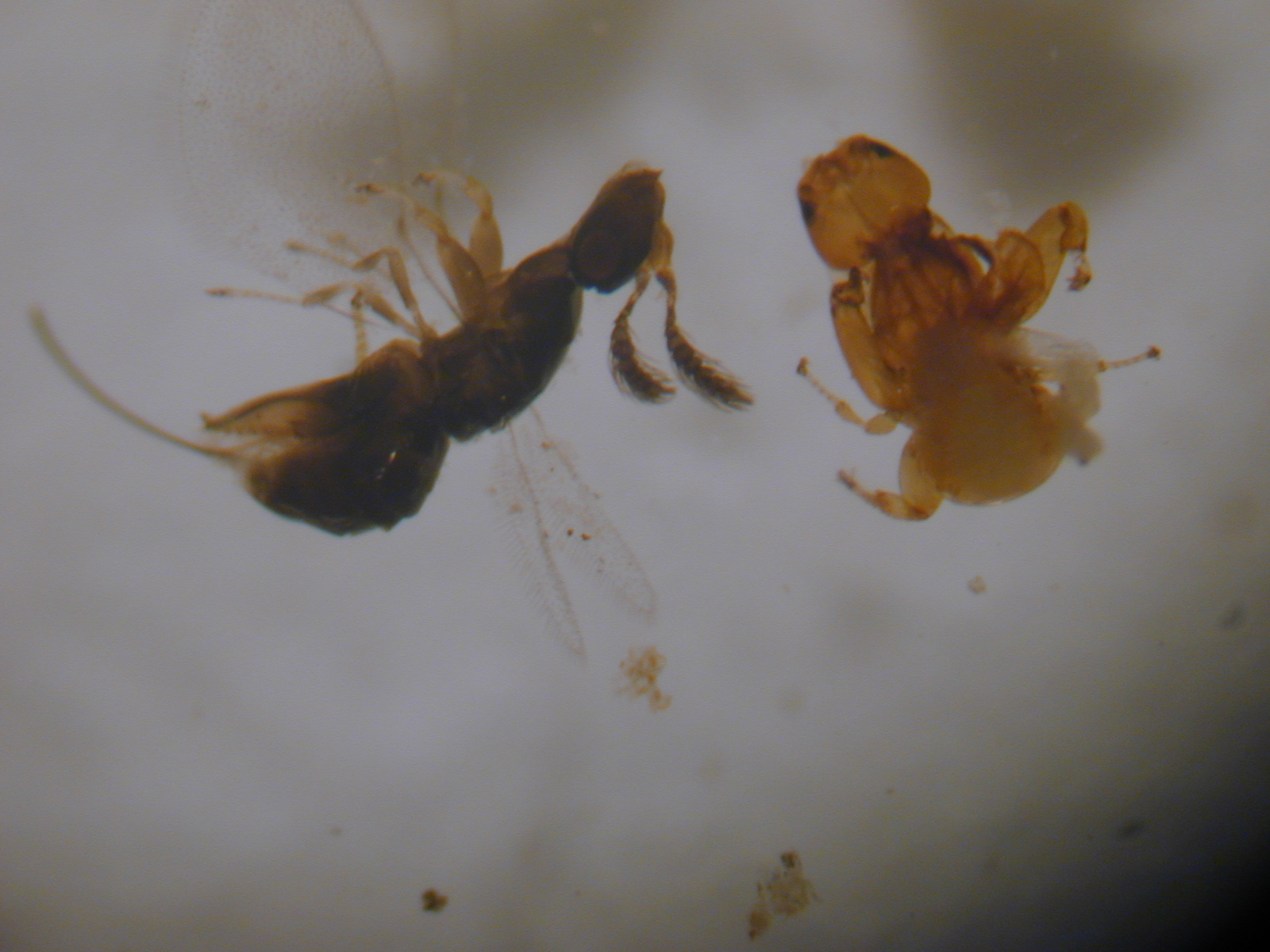
Spécimens mâle (à droite) et femelle (à gauche) de l'insecte Parapristina verticillata, pollinisateur de Ficus microcarpa.

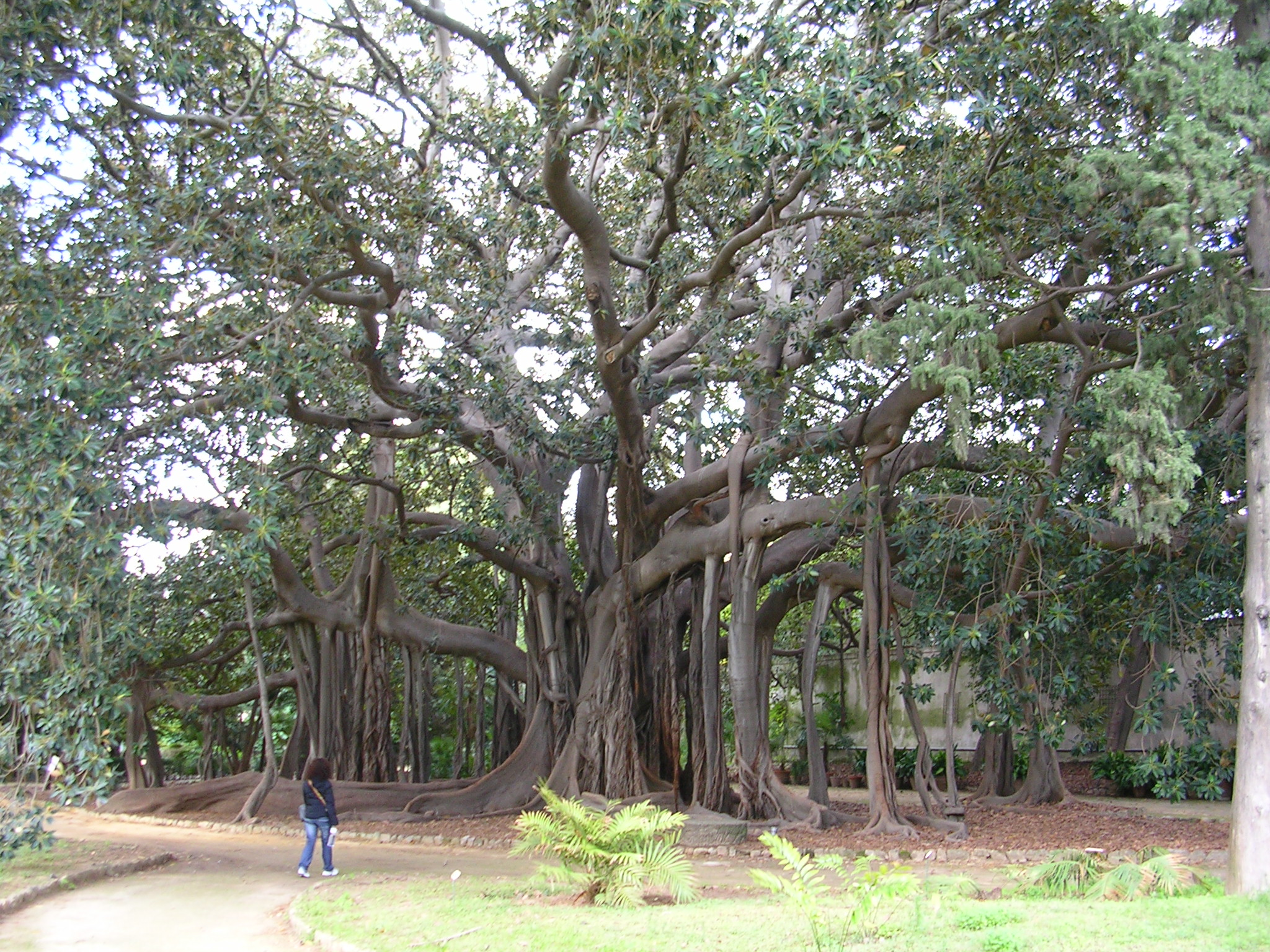
Ficus macrophylla au jardin botanique de Palerme avec ses nombreux troncs secondaires issus de racines aériennes.

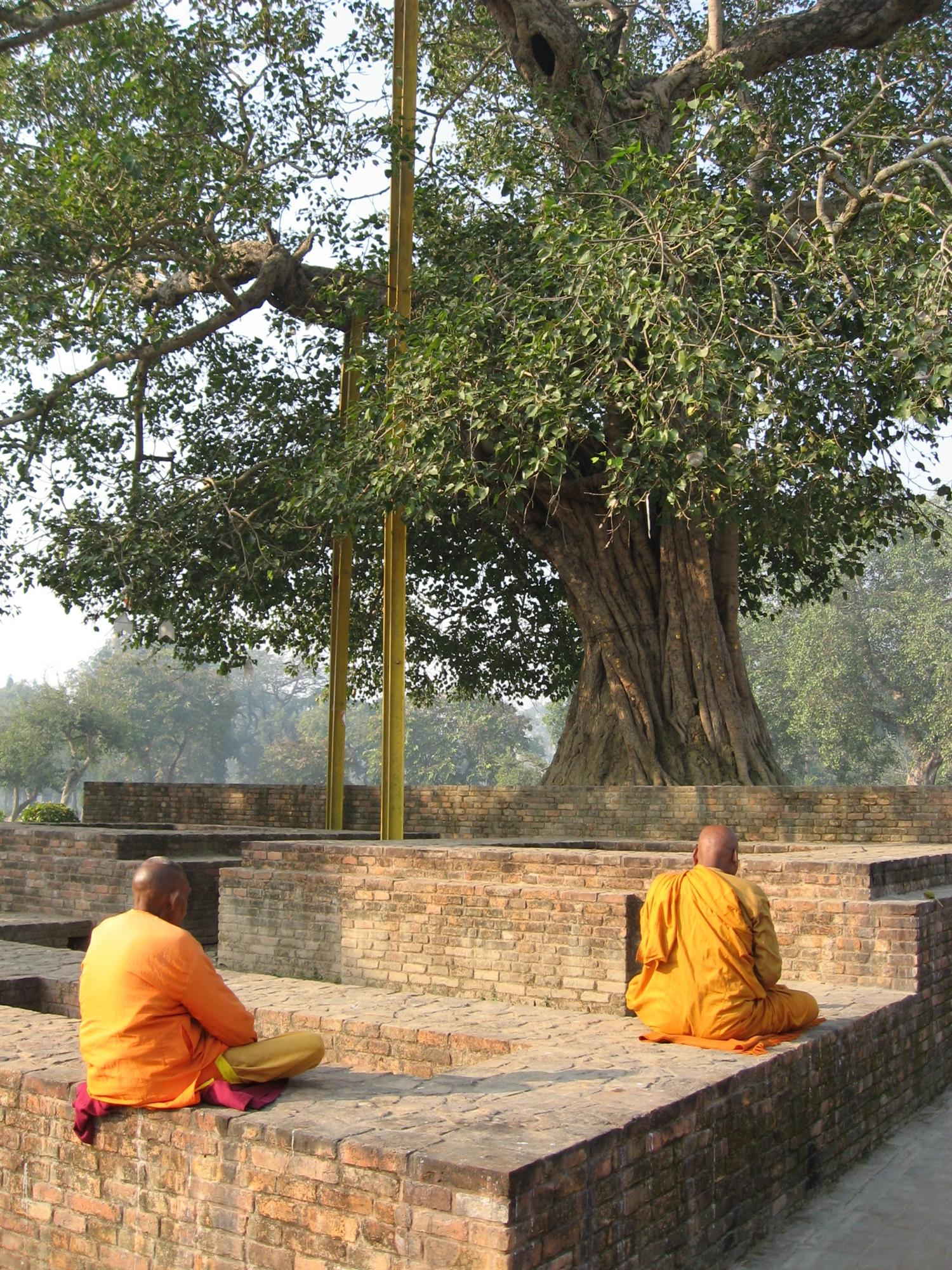
L'arbre d'Anandabodhi (Ficus religiosa) au monastère de Jetavana dans l'état de l'Uttar Pradesh en Inde, l'un des trois plus importants arbres sacrés du bouddhisme.

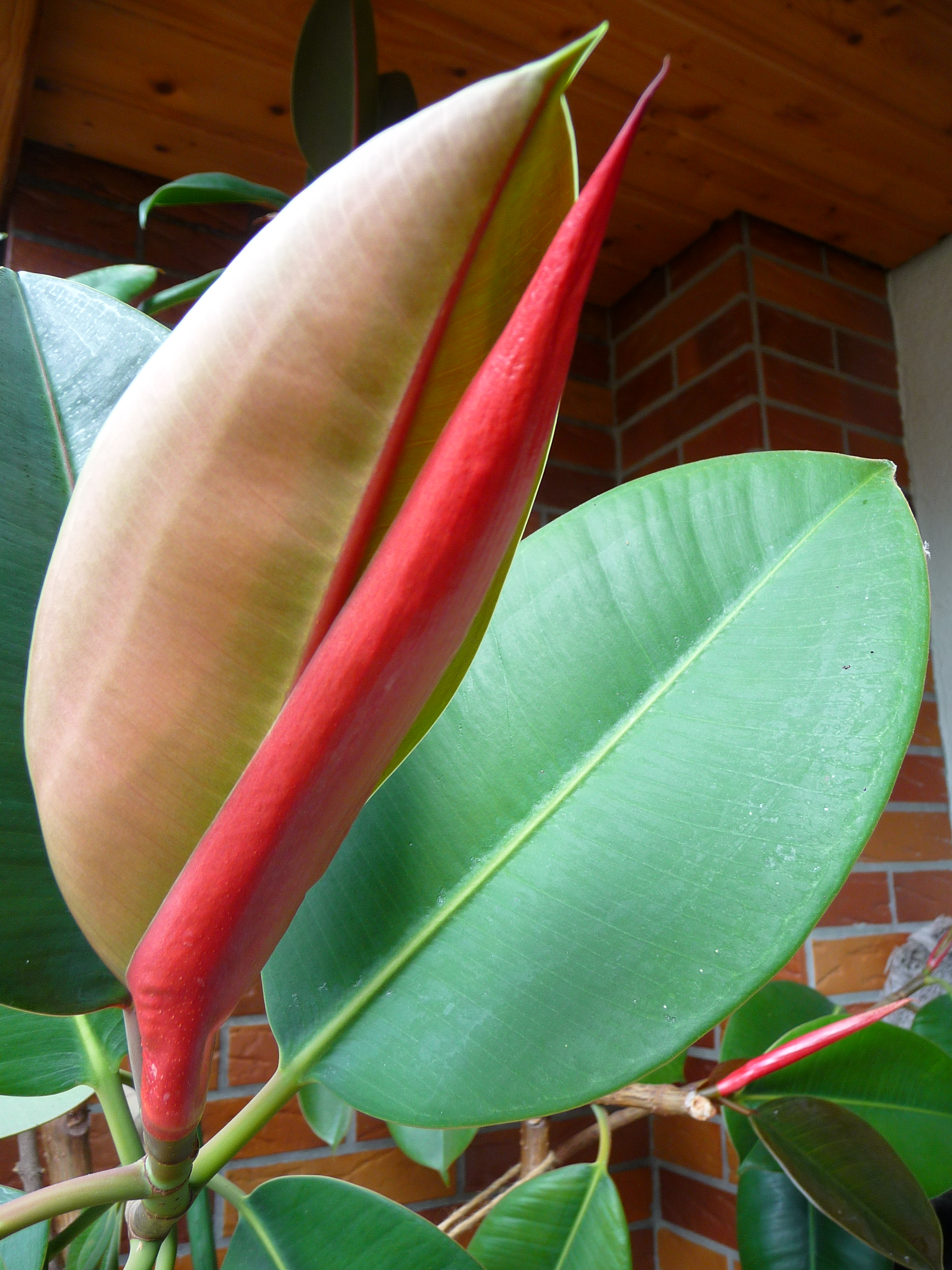
Feuille nouvelle de Ficus elastica se libérant de son long stipule enveloppant rouge.

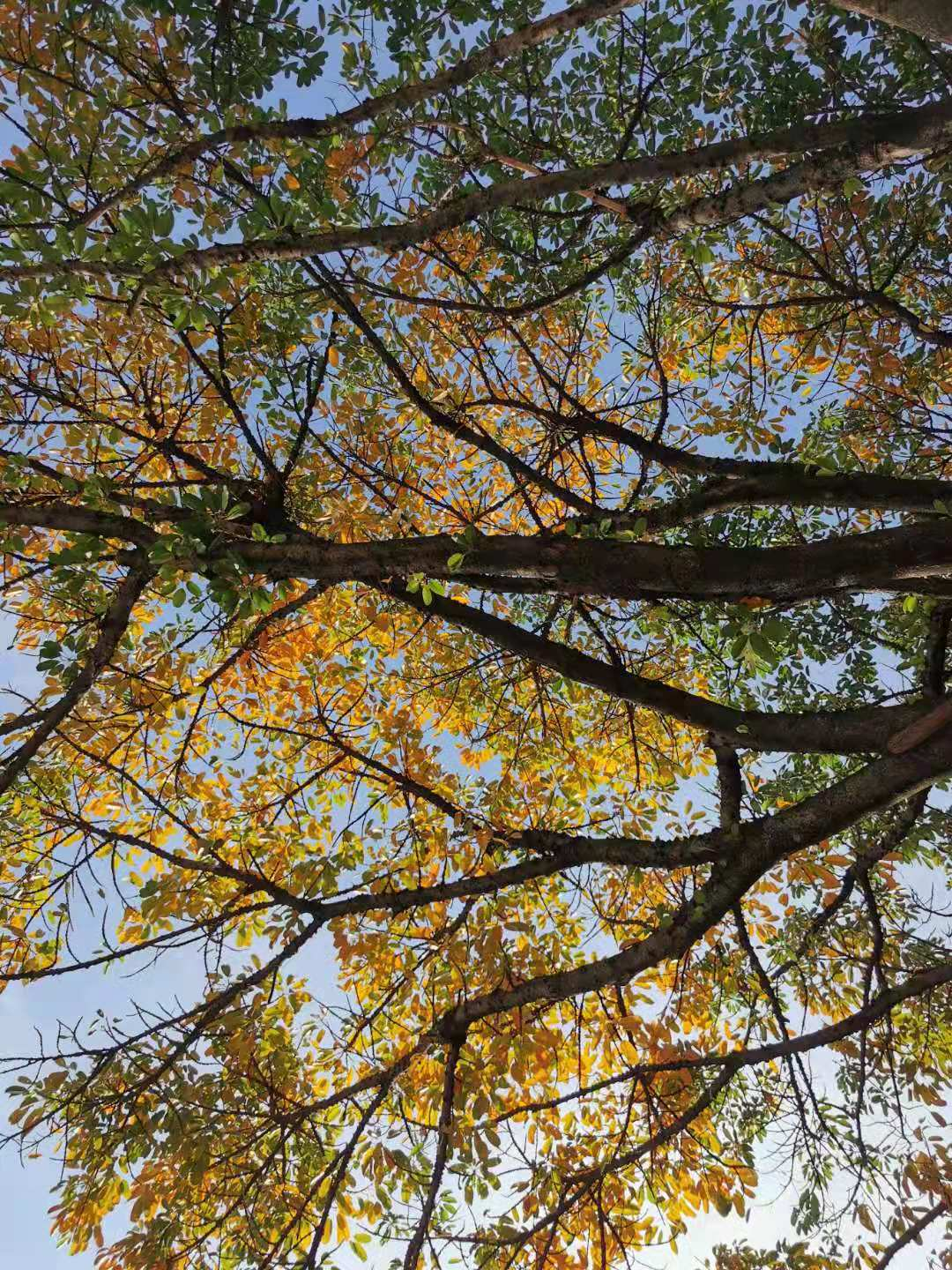
Les feuilles dorées de Ficus superba var. japonica avant de tomber.

Toutes les espèces du genre Ficus produisent des « faux-fruits » appelés figues, issus d'un type d'inflorescence très particulier, le sycone. Les fleurs des figuiers, qu'elles soient mâles ou femelles, sont très petites et sont situées à l'intérieur d'un réceptacle creux, ouvert à son extrémité par un ostiole par où peuvent passer les insectes pollinisateurs. L'ovaire monocarpique de chaque fleur produit un akène qui reste incorporé dans le réceptacle. La figue n'est donc pas à proprement parler un fruit mais une infrutescence, les véritables fruits étant les petits « grains » (les akènes) qui se trouvent à l'intérieur et qui contiennent chacun une seule graine.
Certaines espèces sont hermaphrodites (figues à la fois mâle et femelle), d'autres sont monoïques (figues mâles et femelles distinctes mais portées par une même plante), d'autres enfin sont dioïques (plantes mâles et plantes femelles distinctes).
La fécondation des fleurs femelles est assurée par une minuscule guêpe du figuier (le plus souvent de la famille des Agaonidae) qui s'introduit dans le sycone et vient y pondre ses œufs. Le figuier et l'insecte pollinisateur sont totalement dépendants l'un de l'autre pour se reproduire. Le phénomène constitue un exemple clairement établi de mutualisme, résultant d'une coévolution des partenaires. Certaines espèces de Ficus sont connues pour n'être pollinisables que par une seule espèce de guêpe qui leur est exclusive tandis que d'autres espèces de Ficus peuvent être pollinisées par plusieurs espèces de guêpes et certaines espèces de guêpes peuvent polliniser plusieurs espèces de Ficus.
La dispersion des semences est assurée par les excréments des animaux frugivores qui consomment les figues, le plus souvent des oiseaux mais éventuellement des chauves-souris, des lémuriens, des chimpanzés, des humains, etc.
Toutes les espèces du genre Ficus produisent du latex. Ce latex est généralement irritant et peut provoquer des intoxications par ingestion ou des brûlures par contact avec les muqueuses.
La plupart des espèces de Ficus émettent depuis leurs branches des racines aériennes qui lorsqu'elles atteignent le sol sont susceptibles de former de nouveaux troncs. De nombreuses espèces sont hémi-épiphytes. Elles germent à la fourche d'un arbre ou dans une cavité et se développent d'abord en épiphytes, puis les racines ayant atteint le sol, le figuier prend de la vigueur et finit par entourer complètement l'arbre support et par le faire dépérir ; ces espèces sont connues sous le nom de figuiers étrangleurs. Qu'ils soient étrangleurs ou non, les figuiers peuvent aussi facilement s'installer dans les interstices d'un mur et causer par l'accroissement de leurs racines la détérioration du bâtiment.
Les bourgeons sont de forme conique. Ils sont dépourvus d'écailles et donnent l'impression d'être nus ; ils sont en fait pourvus de stipules enveloppants qui se détachent très rapidement.

## Intérêt écologique
Les ficus contribuent à fixer le dioxyde de carbone sous forme minérale, en produisant des cristaux d'oxalate de calcium, transformés par les bactéries du sol en carbonate de calcium. Ainsi l'arbre capte du carbone atmosphérique pour le sédimenter dans la lithosphère, ce qui présente un grand intérêt vis-à-vis du changement climatique en cours. Ce phénomène a été mis en évidence en 2025 au Kenya et est prépondérant chez Ficus wakefieldii,.

## Usages

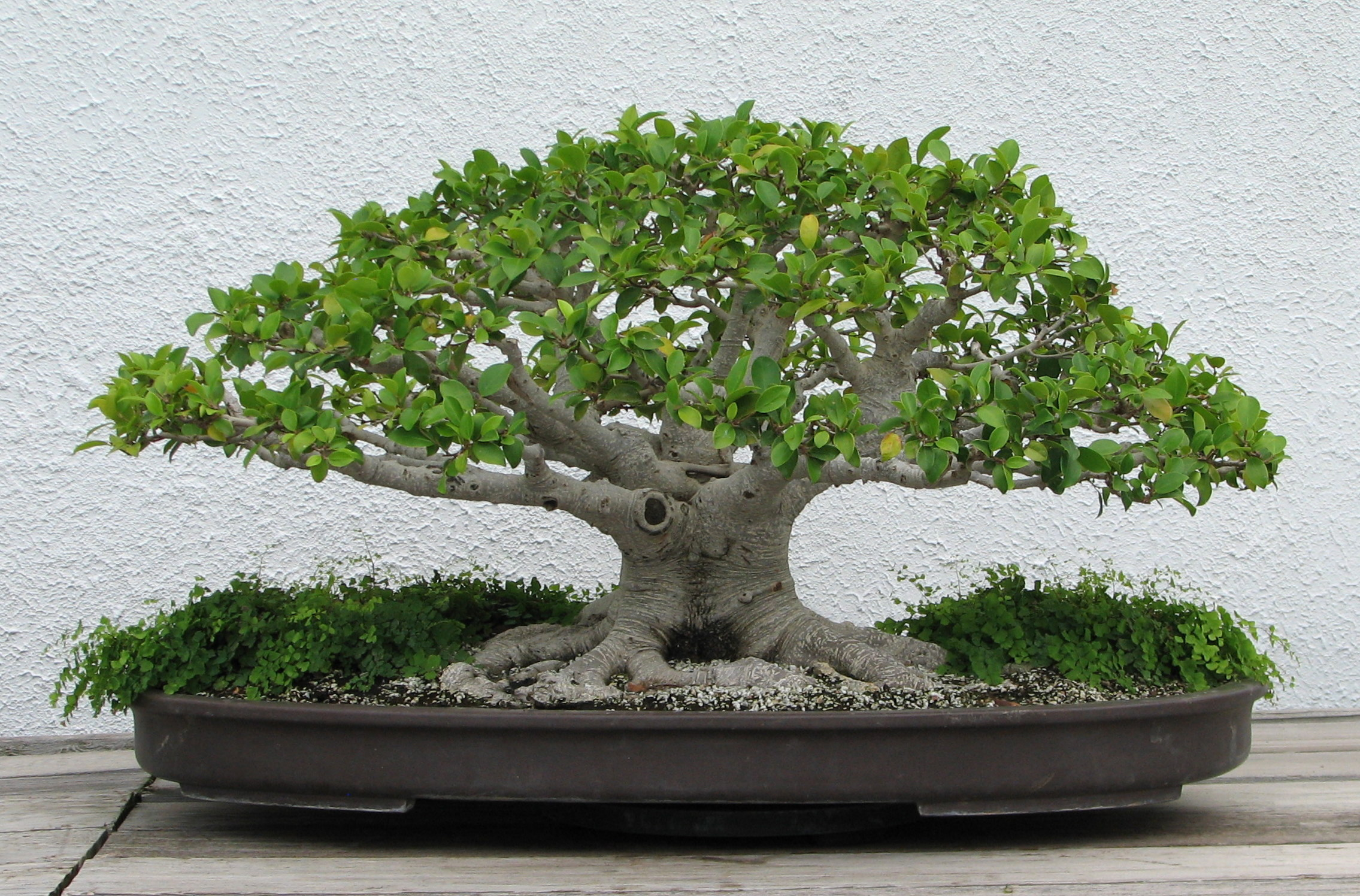
Bonsaï de Ficus microcarpa

Les figues de diverses espèces sont consommées par les humains. C'est le cas, par exemple, de Ficus sycomorus dont il faut scarifier les fruits pour induire leur maturation. On consomme aussi les figues de Ficus platyphylla et de Ficus dicranostyla dans le Sahel, celles de Ficus vallis-choudae au Cameroun, et celles de Ficus aurea chez les Indiens Creeks en Amérique du Nord. Mais la seule espèce qui a été réellement et largement cultivée pour sa production fruitière est Ficus carica, le figuier commun dont il existe de nombreuses variétés. Certaines variétés sont parthénocarpiques : les fleurs n'ont pas besoin d'être fécondées pour se transformer en fruits et ceux-ci ne contiennent donc pas de cohortes d'insectes pollinisateurs, contrairement aux figues des variétés traditionnelles ou des espèces sauvages.
Les akènes de Ficus pumila sont utilisés à Taïwan et à Singapour comme ingrédient de base de la gelée d'aiyu, une spécialité culinaire, inventée au XIXe siècle, que l'on consomme habituellement glacée et citronnée.
Certains figuiers, notamment Ficus elastica, ont été testés pour la production de caoutchouc à partir de leur latex, mais les résultats qualitatifs furent très médiocres et de peu d'intérêt économique comparativement à l'hévéa (Hevea brasiliensis), qui est de la famille des Euphorbiacées.
Pour fabriquer le papier d'amate qui servait notamment de support aux codex, les « livres peints » des civilisations mésoaméricaines, les Aztèques ou les Mayas utilisaient principalement l'écorce interne, le liber, de certaines espèces de Ficus : Ficus cotinifolia, Ficus padifolia, Ficus petiolaris… Le liber d'une espèce africaine de Ficus (Ficus natalensis), appelé localement Mutuba, est quant à lui employé  en Ouganda pour confectionner des tissus d'écorce.
C’est souvent sur Ficus benghalensis ou Ficus religiosa que l'on récolte l'exsudat des cochenilles Coccus lacca, qui sert à fabriquer la gomme-laque.
On trouve parmi les espèces de Ficus, végétaux en général assez robustes capables de bien supporter des luminosités variables ou de résister à des épisodes de sécheresse, plusieurs espèces utilisées comme plantes ornementales, en particulier d'intérieur : Ficus benjamina, Ficus elastica, Ficus lyrata… Les bonsaïs de Ficus sont également prisés.

## Symbolique
Les figuiers jouent un rôle important dans les représentations religieuses.
En Inde, ils sont symboles d'éternité. C'est à l'abri des branches d'un spécimen de Ficus religiosa, le "Bo", l'arbre de la bodhi, que le Bouddha a passé de longues années absorbé dans de profondes méditations et a atteint l'éveil. Pour les hindouistes et les bouddhistes, l'espèce est vénérée. De vieux spécimens de Ficus religiosa qui seraient les descendants de cet arbre du Bouddha abritent ici et là des lieux de dévotion. Le banian (Ficus benghalensis), l'arbre qui exauce les souhaits, est également sacré pour les Hindouistes.
Le sycomore (Ficus sycomorus) était le "figuier des Pharaons" de l'Égypte ancienne. Des figues de sycomore furent retrouvées dans les tombeaux des Pharaons. Elles étaient également figurées sur des fresques et autres ornementations.
Dans l'Ancien Testament qui le cite à plusieurs reprises, le figuier (Ficus carica ou Ficus sycomorus ?) serait l'arbre du Jardin d'Eden, celui dont la feuille (et non celle d'une vigne) servit à cacher la nudité d'Adam et d'Ève. Dans la tradition juive, le fruit défendu est symbolisé par une figue (et non par une pomme). Le Nouveau Testament se réfère plusieurs fois au figuier, en particulier lors de l'épisode du figuier stérile.
Le Coran désigne l'olive et la figue comme aliments sains, en recommande la consommation par l'homme, et encourage la culture de l'olivier et du figuier.
À Madagascar, les diverses espèces de Ficus participent à la structuration sociale du territoire, en particulier le nonoka (Ficus reflexa) souvent planté près des tombeaux, et censé protéger les villages et les troupeaux. Chez les Maasaï, en Afrique de l'Est, c'est Ficus natalensis qui est associé au mythe de l'origine des vaches et aux rituels religieux.
C'est également sous le Ficus Ruminalis, un figuier sauvage situé devant l'entrée de la grotte du Lupercale, au pied du Palatin, que la louve découvrit Romulus et Rémus. L'arbre est ainsi étroitement associé à la fondation mythique de la ville de Rome.
Dans les Monts Mandara, au Cameroun, la valeur nourricière de Ficus abutifolia est telle que sa coupe est un délit, et le vol de feuilles destinées au fourrage, de liber ou de bois est fortement réprimé.
Dans la culture akan, les arbres de réception (ou gyedua) sont souvent des ficus. Ils ont une fonction symbolique, politique et rituelle. Ainsi, on leur adresse des prières pour qu'ils guident et bénissent un nouveau roi lors de son institution.

## Répartition
Le genre Ficus trouve son origine en zone tropicale et subtropicale, où se rencontrent la plupart des espèces. On trouve des représentants du genre Ficus sur tous les continents, sauf l'Antarctique.

## Principales espèces
Il existe plus de 880 espèces de Ficus acceptées (en janvier 2023) selon Plants of the World Online.

### Sous-genreFicus
- Ficus amplissima Sm.
- Ficus carica L. -- Figuier commun
- Ficus daimingshanensis Chang
- Ficus deltoidea Jack
- Ficus erecta Thunb.
- Ficus fulva Reinw. ex Blume
- Ficus grossularioides Burman f.
- Ficus neriifolia Sm.
- Ficus palmata Forsk.
- Ficus pandurata Hance
- Ficus simplicissima Lour. (synonyme Ficus hirta Vahl)
- Ficus triloba Buch.-Ham. ex Voigt

### Sous-genrePharmacosycea
- Ficus crassiuscula Standl.
- Ficus gigantosyce Dugand
- Ficus insipida Willd. -- Figuier blanc
- Ficus lacunata Kvitvik
- Ficus maxima Mill.
- Ficus mutabilis Bureau
- Ficus nervosa Heyne ex Roth
- Ficus pulchella Schott
- Ficus yoponensis Desv.

### Sous-genreSycidium
- Ficus andamanica Corner
- Ficus aspera G.Forst.
- Ficus assamica Miq.
- Ficus bojeri Baker
- Ficus capreifolia Delile
- Ficus coronata Spin
- Ficus fraseri Miq.
- Ficus heterophylla L.f.
- Ficus lateriflora Vahl
- Ficus montana Burm.f.
- Ficus opposita Miq.
- Ficus phaeosyce K.Schum. & Lauterb.
- Ficus tinctoria Forst. f.
- Ficus ulmifolia Lam.
- Ficus wassa Roxb.
- Ficus parietalis
- Ficus sinuata
- Ficus hampelas

### Sous-genreSycomorus
- Ficus auriculata Lour.
- Ficus bernaysii King
- Ficus dammaropsis Diels
- Ficus fistulosa Blume
- Ficus hispida L.
- Ficus nota (Blanco) Merrill
- Ficus pseudopalma Blanco
- Ficus racemosa L.
- Ficus septica Burm.f.
- Ficus sycomorus L. -- Sycomore
- Ficus variegata Blume

### Sous-genreSynoecia
- Ficus hederacea Roxb.
- Ficus pantoniana King
- Ficus pumila L. -- Figuier rampant, figuier grimpant
- Ficus punctata Thunb.
- Ficus sagittata J. König ex Vahl
- Ficus sarmentosa Buch.-Ham. ex Sm.
- Ficus trichocarpa Blume
- Ficus villosa Blume

### Sous-genreUrostigma
- Ficus abutilifolia Miq.
- Ficus albert-smithii Standl.
- Ficus altissima Blume
- Ficus amazonica Miq.
- Ficus americana Aubl. - Figuier à petites feuilles
- Ficus aripuanensis Berg & Kooy
- Ficus arpazusa Carauta and Diaz
- Ficus aurea Nutt.
- Ficus beddomei King
- Ficus benghalensis L. -- Banyan, Figuier des Banyans
- Ficus benjamina L. -- Figuier pleureur
- Ficus binnendijkii Miq.
- Ficus bizanae Hutch. & Burtt-Davy
- Ficus blepharophylla Vázquez Avila
- Ficus broadwayi Urban
- Ficus burtt-davyi Hutch.
- Ficus calyptroceras Miq.
- Ficus castellviana Dugand
- Ficus catappifolia Kunth & Bouché
- Ficus citrifolia P. Mill. -- Banyan sauvage, Figuier maudit
- Ficus consociata Bl.
- Ficus cordata Thunb.
- Ficus costata Ait.
- Ficus crassipes F.M.Bailey
- Ficus craterostoma Mildbr. & Burret
- Ficus cyathistipula Warb.
- Ficus cyclophylla (Miq.) Miq.
- Ficus dendrocida Kunth
- Ficus depressa Bl.
- Ficus destruens F.Muell. ex C.T.White
- Ficus drupacea Thunb.
- Ficus elastica Roxb. ex Hornem. -- Caoutchouc
- Ficus exasperata Vahl.
- Ficus faulkneriana Berg
- Ficus fergusonii (King) T.B.Worth. ex Corner
- Ficus glaberrima Blume
- Ficus glumosa Delile
- Ficus greiffiana Dugand
- Ficus hirsuta Schott
- Ficus ilicina Miq.
- Ficus ingens Miq.
- Ficus kerkhovenii Valeton[19]
- Ficus krukovii Standl.
- Ficus kurzii King
- Ficus lacor Buch.-Ham.
- Ficus lapathifolia Miq.
- Ficus lauretana Vázquez Avila
- Ficus luschnathiana Miq.
- Ficus lutea Vahl
- Ficus lyrata Warb.
- Ficus maclellandii King
- Ficus macrophylla -- Figuier de la baie de Moreton
- Ficus malacocarpa Standl.
- Ficus mariae Berg, Emygdio & Carauta
- Ficus mathewsii Miq.
- Ficus matiziana Dugand
- Ficus microcarpa L.f. -- Arbre de l'Intendance
- Ficus muelleriana Berg
- Ficus natalensis Hochst. -- Mutuba
- Ficus obliqua G.Forst.
- Ficus obtusifolia Kunth
- Ficus pakkensis Standl.
- Ficus pallida Vahl
- Ficus panurensis Standl.
- Ficus pertusa L.f.
- Ficus petiolaris Kunth
- Ficus pisocarpa Bl.
- Ficus platypoda Cunn.
- Ficus pleurocarpa DC.
- Ficus polita Vahl
- Ficus religiosa L. -- Figuier des pagodes
- Ficus roraimensis Berg
- Ficus rubiginosa Desf. -- Figuier de Port Jackson
- Ficus rumphii Blume
- Ficus salicifolia Vahl
- Ficus sansibarica Warb.
- Ficus schippii Standl.
- Ficus schultesii Dugand
- Ficus schumacheri Griseb.
- Ficus sphenophylla Standl.
- Ficus stuhlmannii Warb.
- Ficus subcordata Bl.
- Ficus subpisocarpa Gagnep.
- Ficus subpuberula Corner
- Ficus sumatrana Miq.
- Ficus superba Miq.
- Ficus thonningii Blume -- Figuier à pagnes
- Ficus trichopoda
- Ficus trigona L.
- Ficus trigonata L.
- Ficus triradiata Corner
- Ficus ursina Standl.
- Ficus velutina Willd.
- Ficus verruculosa Warb.
- Ficus virens Aiton
- Ficus watkinsiana F.M.Bailey

### Sous-genre inconnu
- Ficus bibracteata
- Ficus callosa Willd.
- Ficus cristobalensis
- Ficus hebetifolia
- Ficus tsjahela Burm.f.
- Ficus nymphaeifolia Mill.
- Ficus baroni
- Ficus conraui Warb.
- Ficus densifolia Miq. -- Grand affouche
- Ficus godeffroyi Warb.
- Ficus grenadensis Warb.
- Ficus hartii
- Ficus johnstonii
- Ficus kamerunensis
- Ficus laterifolia
- Ficus macbrideii
- Ficus mauritiana -- Figuier de Maurice
- Ficus menabeensis
- Ficus oresbia C.C.Berg
- Ficus parkinsonii
- Ficus populifolia Vahl
- Ficus prolixa Forst. f. -- Banian du Pacifique
- Ficus reflexa -- Affouche à petite feuilles
- Ficus retusa L.
- Ficus rubra
- Ficus stahlii Warb.
- Ficus tobagensis Urban
- Ficus triangularis
- Ficus trichophlebia
- Ficus vogelii (Miq.) Miq.

## Galerie d'images

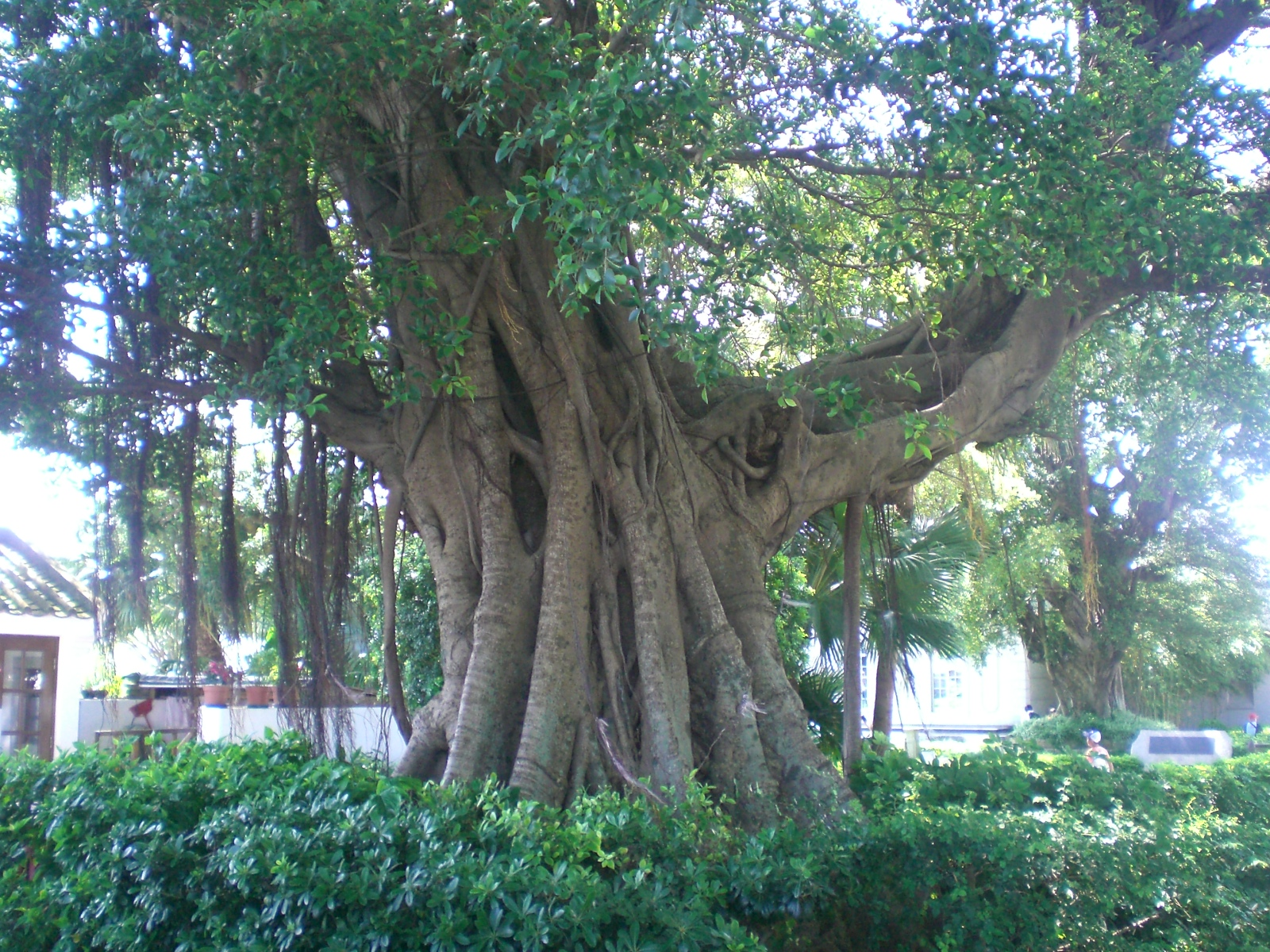
Banyan
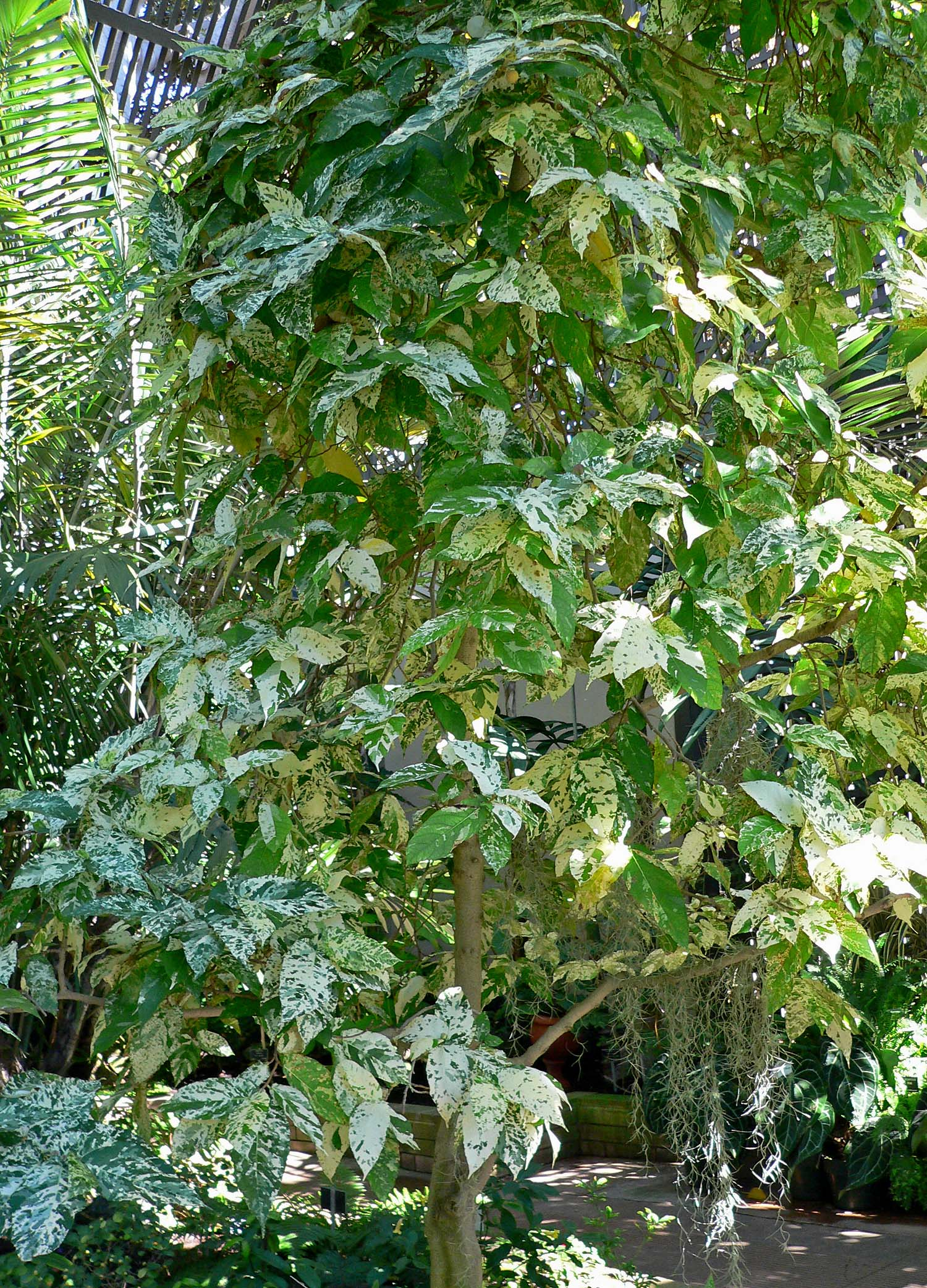
Ficus aspera
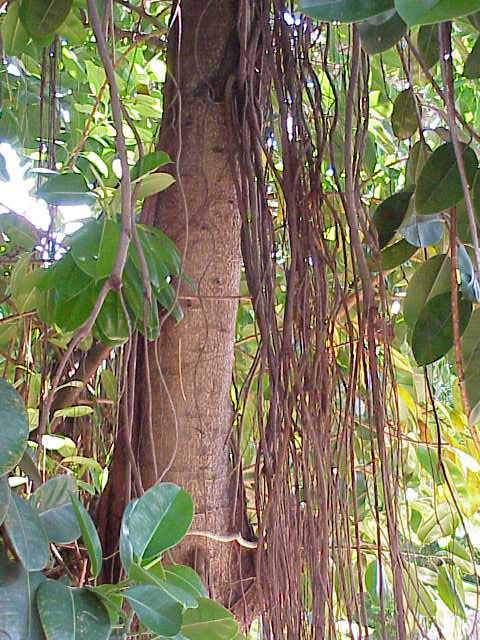
Ficus elastica
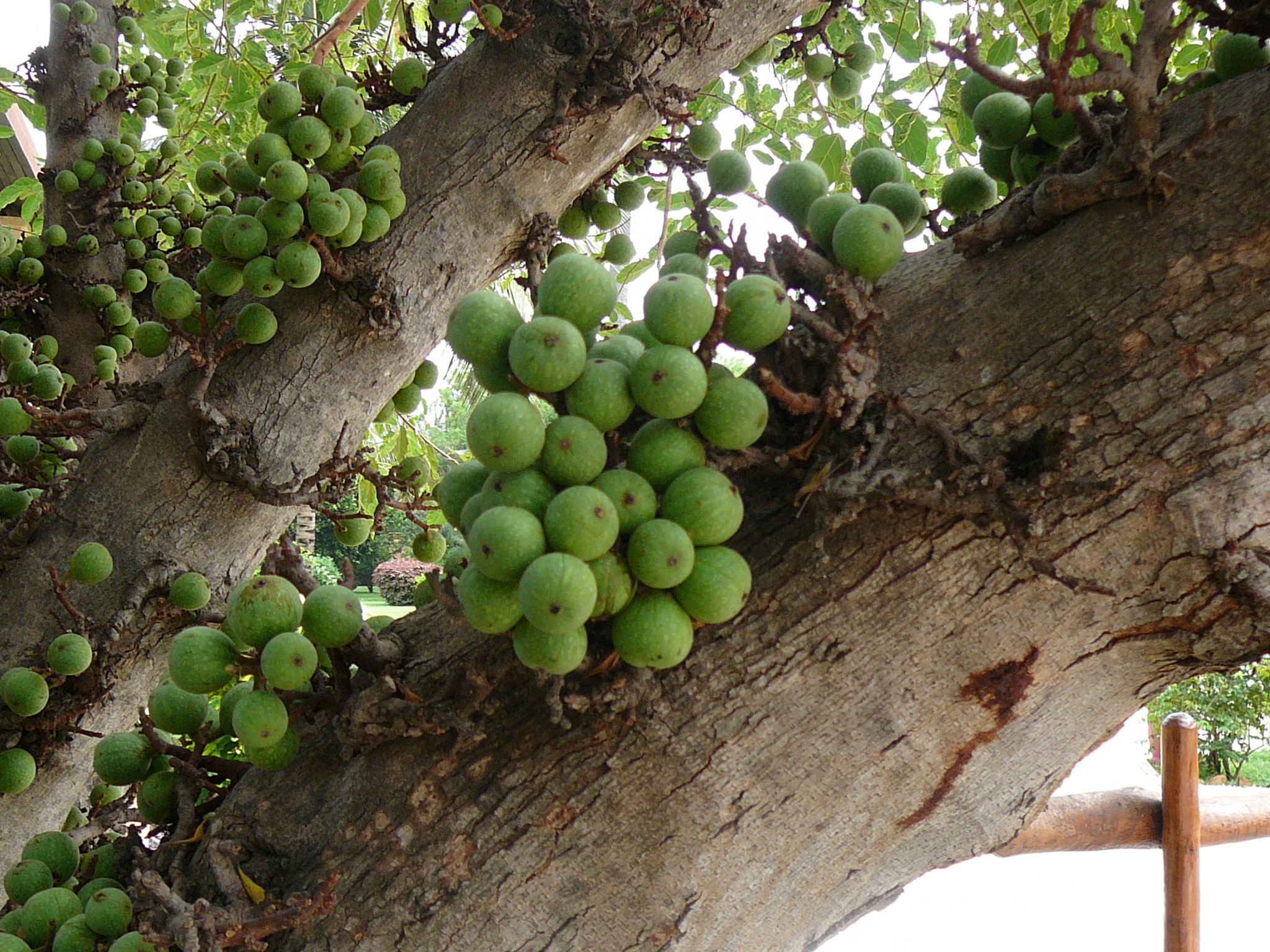
Ficus lutea (fruits)
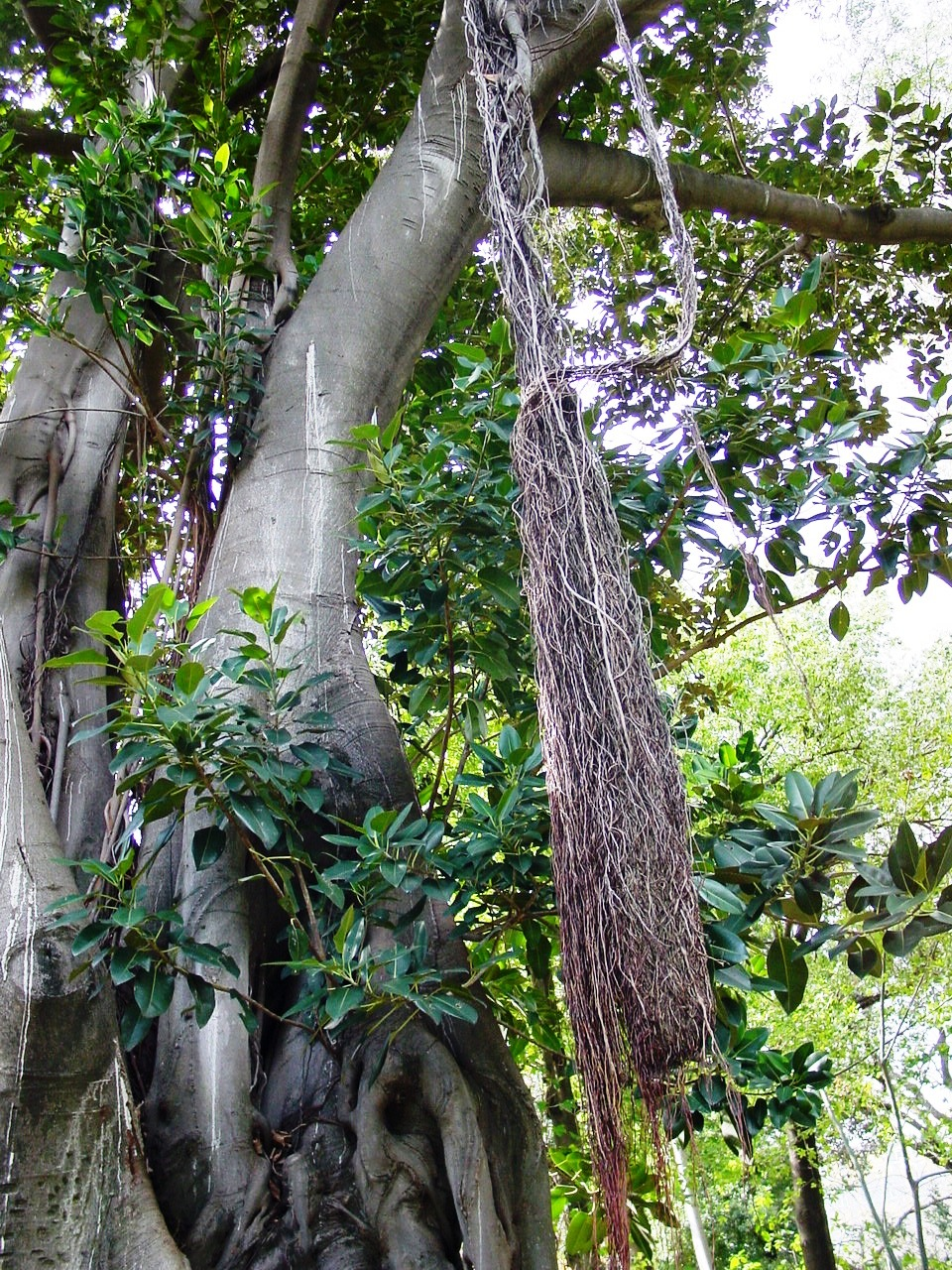
Ficus macrophylla
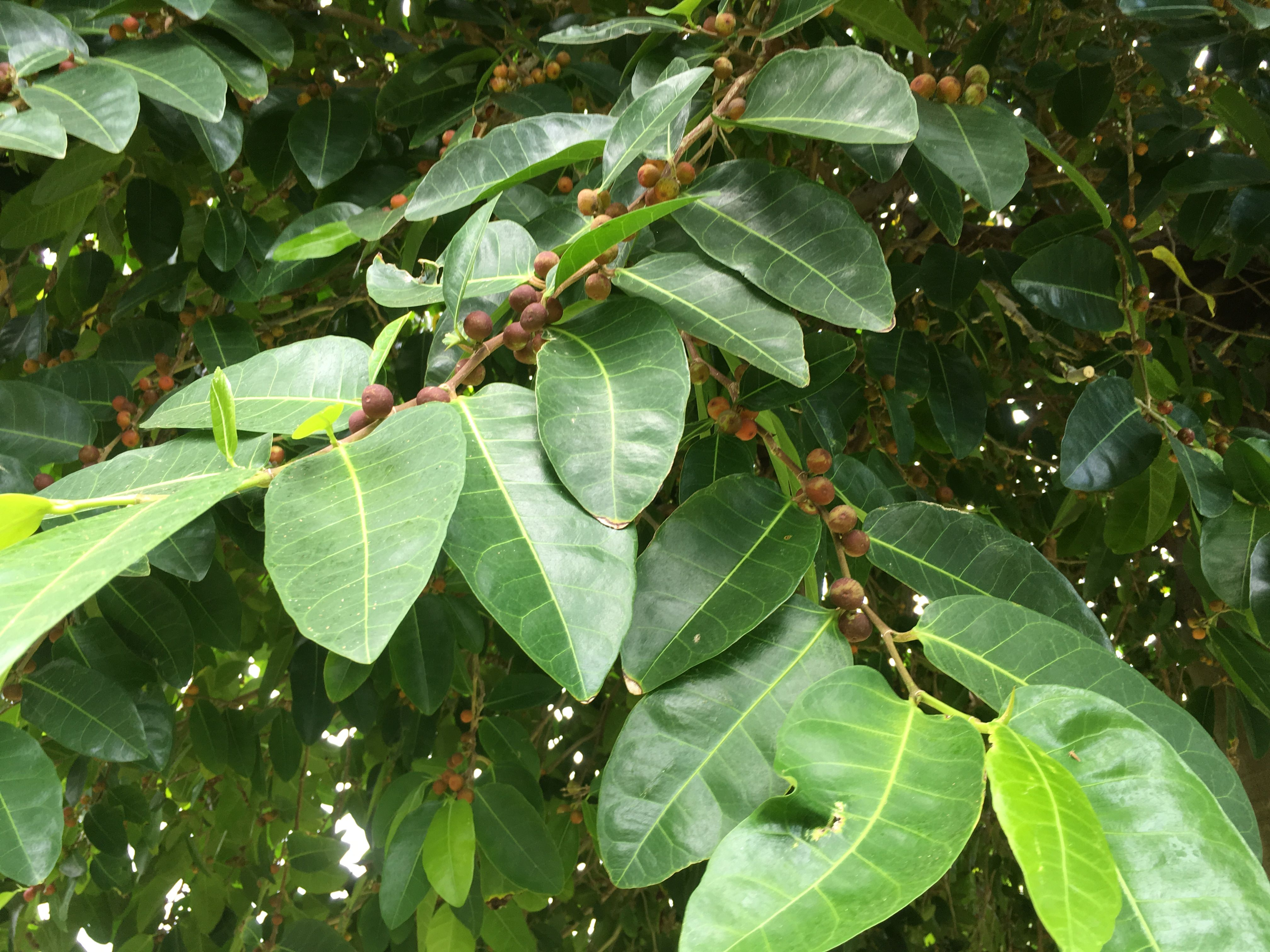
Ficus tinctoria
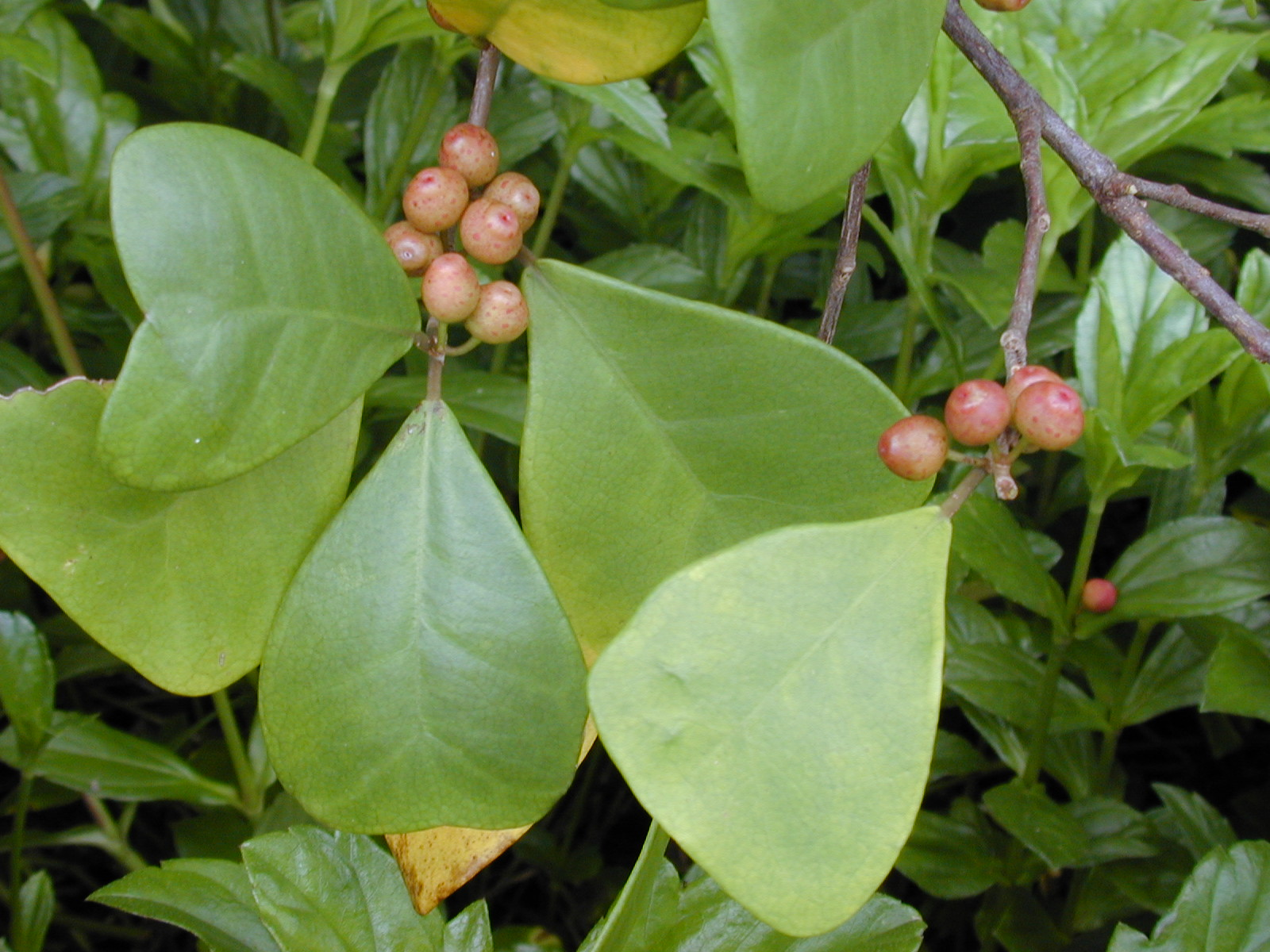
Ficus deltoidea
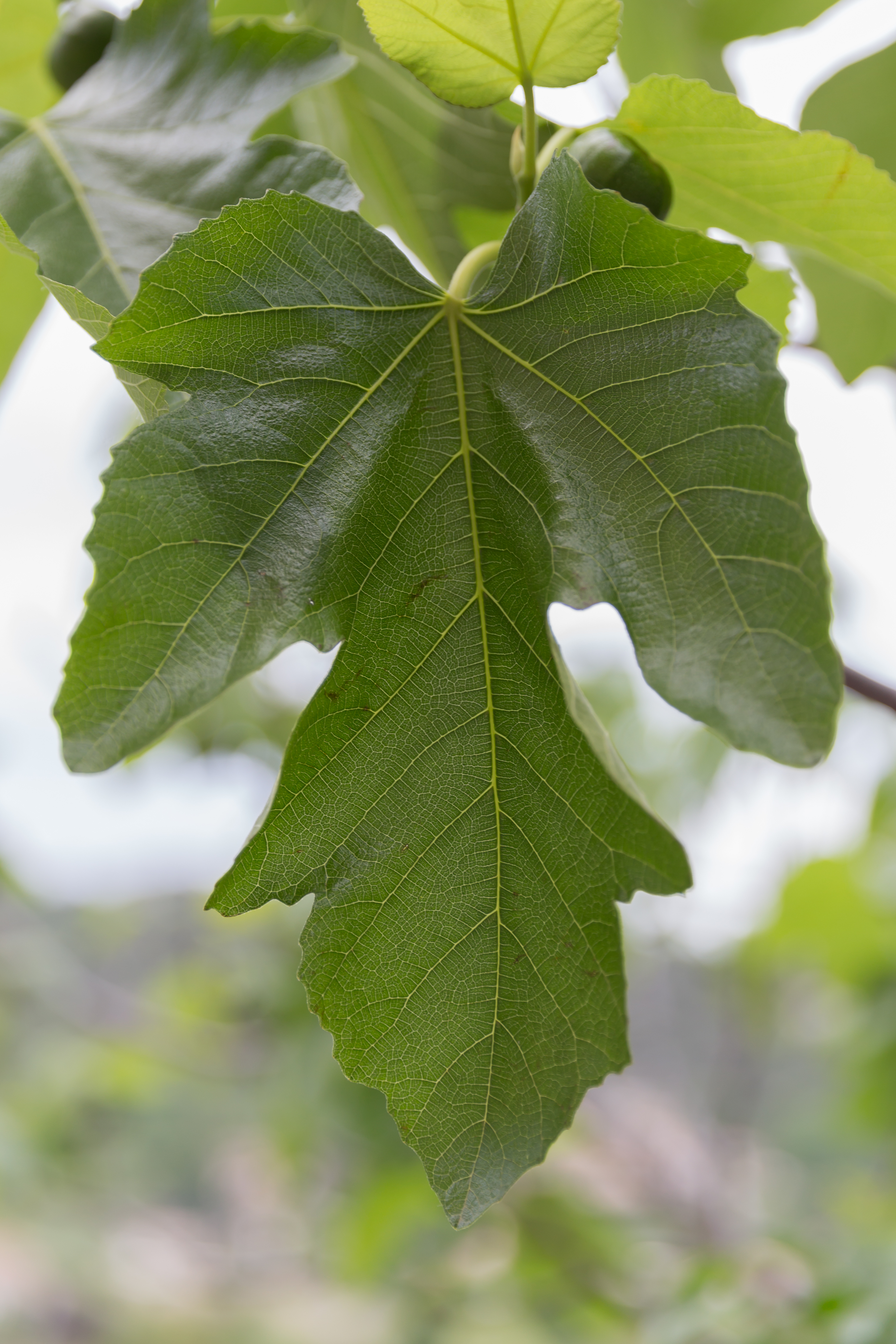
Ficus carica, feuille
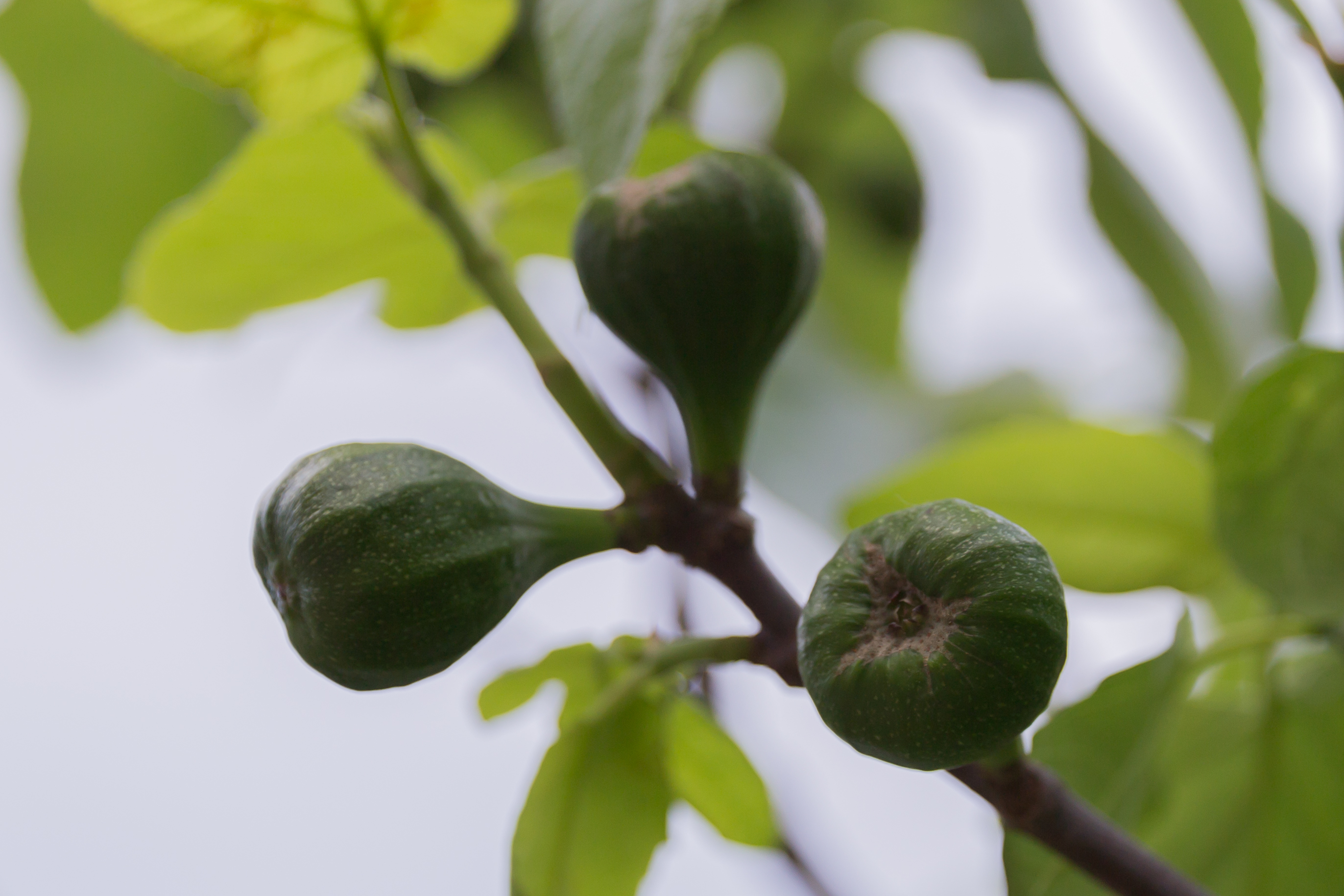
Ficus carica, fruit
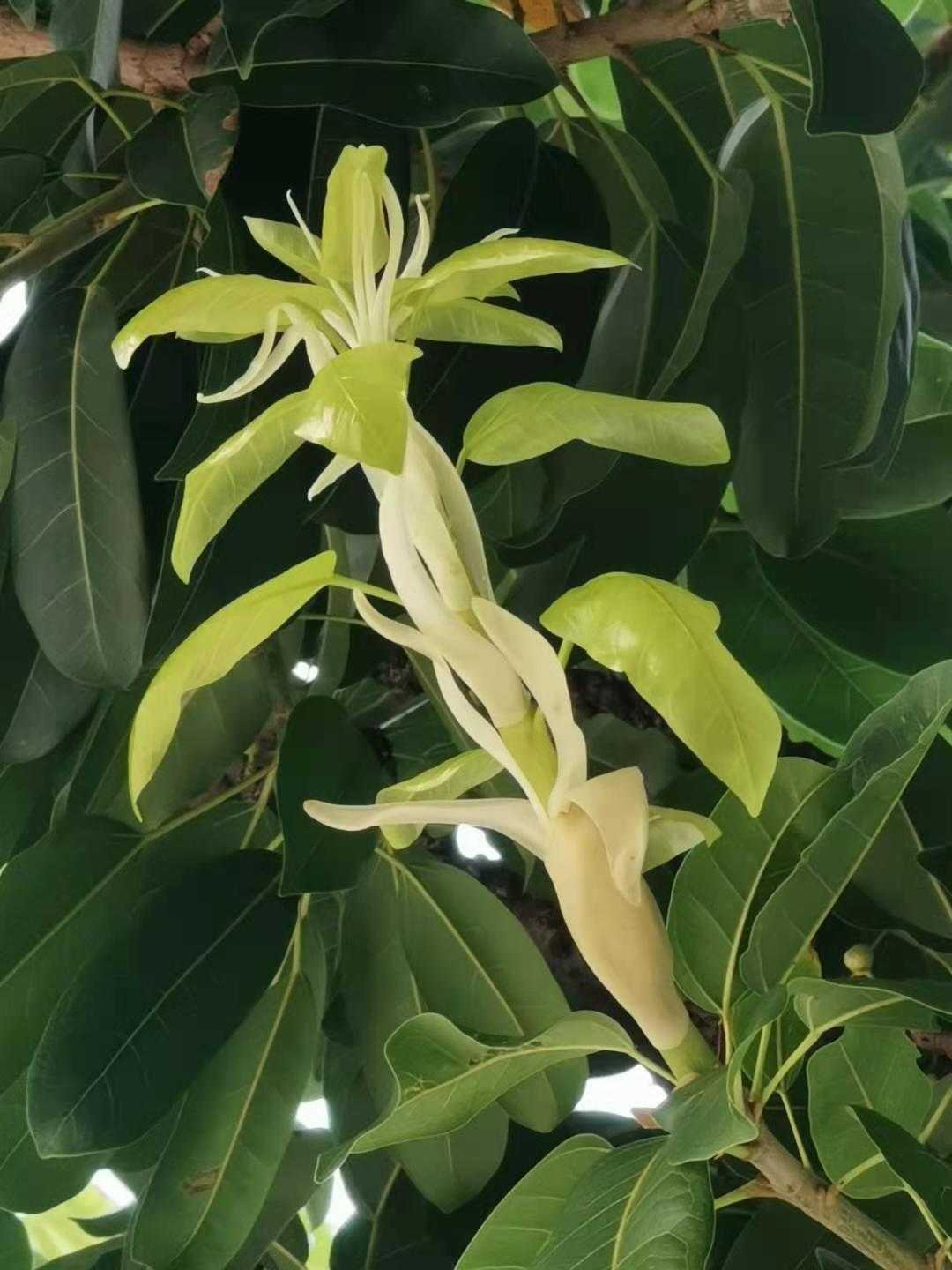
Ficus superba var. japonica, new bud with bud scales.
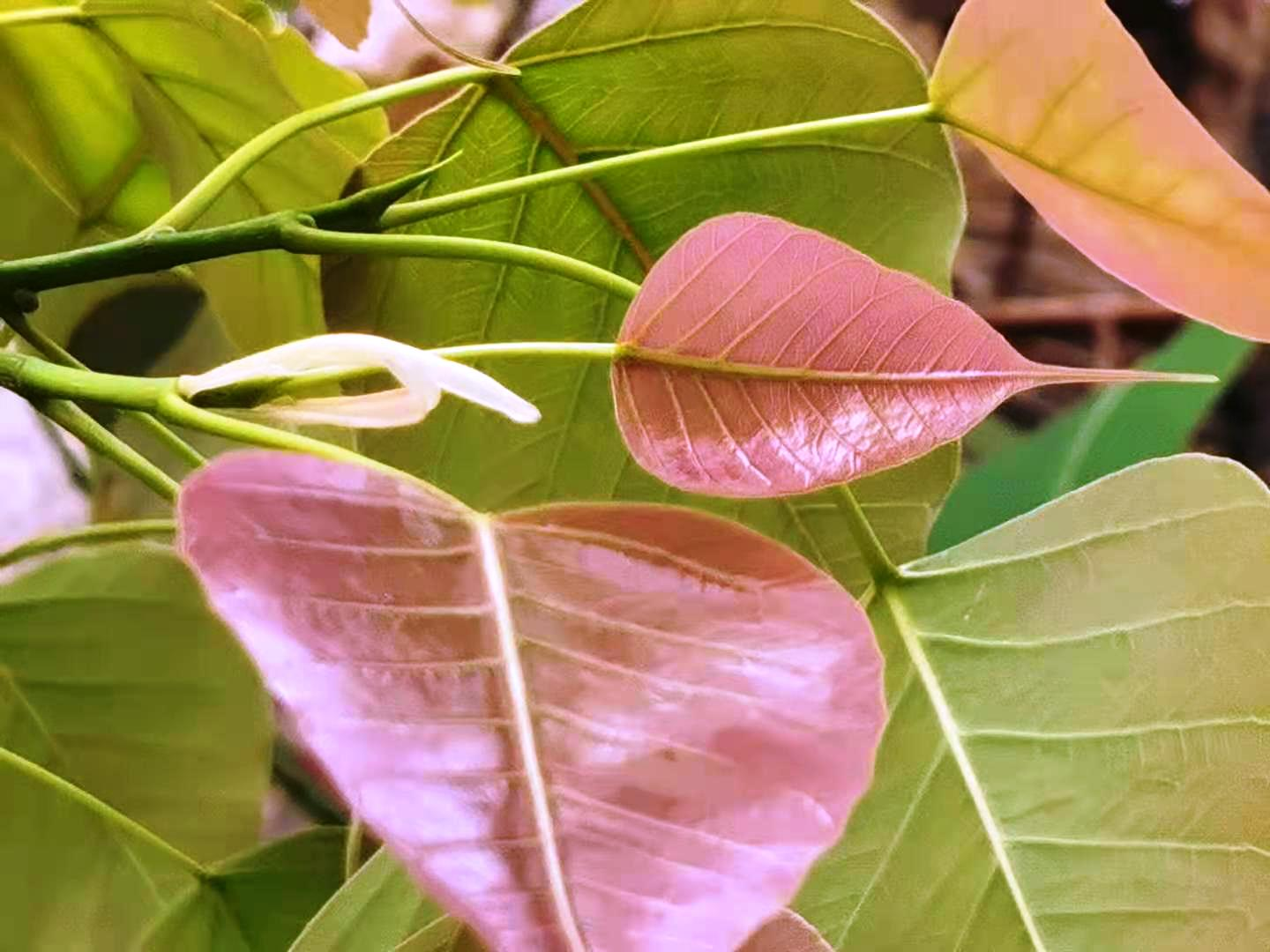
Ficus religiosa, the white "stipule" contains a new leaf and a new "stipule".